# Andrew Talansky
Andrew Talansky (ur. 23 listopada 1988 w Nowym Jorku) – amerykański kolarz szosowy oraz triathlonista, były zawodnik profesjonalnej grupy Cannondale-Drapac.
Jest specjalistą jazdy indywidualnej na czas. Karierę zawodową rozpoczął w 2009 w zespole Amore & Vita. W 2010 startował w teamie nieprofesjonalnym grupy Garmin-Transitions.
Największe sukcesy odniósł w prestiżowym wyścigu Tour de Romandie, zaliczanym do UCI World Tour. W 2011 wywalczył białą koszulkę najlepszego kolarza młodzieżowego w tym wyścigu, kończąc zawody na 9. miejscu w klasyfikacji generalnej. Rok później, oprócz ponownego zdobycia białej koszulki, wywalczył drugie miejsce na ostatnim etapie oraz na mecie całego wyścigu, przegrywając jedynie z Brytyjczykiem Bradleyem Wigginsem.

## Najważniejsze osiągnięcia
2010
- mistrzostwo kraju do lat 23 w jeździe indywidualnej na czas
- 2. miejsce w Tour de l’Avenir

2011
- 9. miejsce w Tour de Romandie
  -  1. miejsce w klasyfikacji młodzieżowej

2012
- 2. miejsce w Tour de Romandie
  -  1. miejsce w klasyfikacji młodzieżowej
  - 2. miejsce na 5. etapie
- 1. miejsce w Tour de l’Ain
  - 1. miejsce na 4. etapie
- 7. miejsce w Vuelta a España

2013
- 2. miejsce w Paryż-Nicea
  - 1. miejsce na 3. etapie
  -  1. miejsce w klasyfikacji młodzieżowej
- 10. miejsce w Tour de France

2014
- 7. miejsce w Volta a Catalunya
- 1. miejsce w Critérium du Dauphiné

2015
- 10. miejsce w Critérium du Dauphiné
- 1. miejsce w Mistrzostwach Stanów Zjednoczonych (jazda ind. na czas)

2017
- 3. miejsce w Tour of California
  - 1. miejsce na 5. etapie

## Starty w Wielkich Tourach
| Grand Tour | 2011 | 2012 | 2013 | 2014 | 2015 | 2016 | 2017 |
| ---------- | ---- | ---- | ---- | ---- | ---- | ---- | ---- |
| Giro       | -    | -    | -    | -    | -    | -    | -    |
| Tour       | -    | -    | 10.  | DNF  | 11.  | -    | 49   |
| Vuelta     | 79.  | 7.   | -    | 51.  | DNF  | 5.   | -    |